# 阿尔韦托·巴尔德斯
阿尔韦托·巴尔德斯（西班牙語：Alberto Valdés，1950年11月30日—2020年12月19日），墨西哥男子马术运动员。他曾代表墨西哥参加1980年和1992年夏季奥林匹克运动会马术比赛，其中1980年奥运会获得一枚铜牌。